# Guzmania verecunda
Guzmania verecunda är en gräsväxtart som beskrevs av Lyman Bradford Smith. Guzmania verecunda ingår i släktet Guzmania och familjen Bromeliaceae. Inga underarter finns listade i Catalogue of Life.